# Aegialodontia
Gli aegialodonti (Aegialodontia) sono un gruppo di mammiferi estinti, vicini all'origine di placentati e marsupiali. Vissero nel Cretaceo inferiore (140 - 110 milioni di anni fa) e i loro resti fossili sono stati ritrovati in Europa e in Asia.

## Descrizione
Questi animali sono noto principalmente per resti della dentatura, e dovevano essere della taglia di un ratto. Gli aegialodonti sono importanti nell'evoluzione dei mammiferi in quanto rappresentano un punto critico nell'origine dei molari tribosfenici, tipici dei marsupiali e dei placentati (Crompton, 1971). Rispetto ai cosiddetti "eupantoteri", gli aegialodonti erano più derivati in quanto possedevano un bacino talonide e un entocristide. La mandibola era dotata di quattro o cinque premolari e di quattro molari (Dashzeveg and Kielan-Jaworowska, 1984).
Il più antico aegialodonte noto, Tribactonodon, è basato su un molare inferiore dotato di un trigonide alto e un talonide lungo e stretto dotato di tre cuspidi. Anche se i molari superiori degli aegialodonti non sono noti, la struttura e il pattern di usura dei loro molari inferiori indicano che era presente un protocono sui molari superiori; ciò renderebbe gli aegialodonti i più primitivi mammiferi con dentatura tribosfenica dei continenti settentrionali (Sigogneau-Russell et al., 2001).

## Classificazione
Il genere Aegialodon venne descritto nel 1965, sulla base di denti fossili ritrovati in terreni del Cretaceo inferiore in Inghilterra; per questo genere, due anni dopo venne istituita la famiglia Aegialodontidae, a sottolineare la diversità di Aegialodon rispetto ad altri mammiferi mesozoici. Nel 1975 venne descritto Kielantherium, un mammifero proveniente dalla fine del Cretaceo inferiore della Mongolia, molto simile (o forse identico) ad Aegialodon. Fu Butler nel 1978 a creare il clade Aegialodontia per accogliere queste due forme. Nel 2001 venne poi descritto Tribactonodon, il più antico rappresentante del gruppo.
Gli aegialodonti sono stati spesso considerati vicini all'origine dei mammiferi tribosfenici dei continenti settentrionali (altrimenti noti come Boreosphenida), ma in ogni caso rappresentano un punto critico nell'evoluzione dei molari tribosfenici. Gli studiosi, tuttavia, non sono d'accordo nello stabilire la formula dentaria degli aegialodonti e degli affini peramuridi; è possibile che gli aegialodonti fossero ancestrali ai metateri ma non agli euteri (Kielan-Jaworowska, 1992), ma altre ricerche indicherebbero che questo gruppo fosse in una posizione più basale, ovvero il sister taxon dei teri (Luo et al., 2002).